# Habeastrum
Habeastrum is een geslacht van weekdieren uit de klasse van de Gastropoda (slakken).

## Soorten
- Habeastrum omphalium Simone, 2019
- Habeastrum parafusum Simone, 2019